# Dendrosicyos
Dendrosicyos é um género botânico pertencente à família Cucurbitaceae.

## Espécies
- Dendrosicyos jaubertianus Baill.
- Dendrosicyos socotranus Balf.f.